# Ло Гатто, Этторе
Этторе Ло Гатто (итал. Ettore Lo Gatto; 20 мая 1890, Неаполь — 16 марта 1983, Рим) — одна из крупнейших фигур итальянской славистики: исследователь русской, болгарской, польской, чешской и белорусской литератур, переводчик на итальянский произведений Достоевского, Пушкина, других славянских писателей. Член Академии деи Линчеи, член-корреспондент многих европейских академий.

## Биография
Родился в г. Неаполь (Италия). Научную деятельность начал в области германистики. В годы Первой мировой войны изучил русский язык. В 1919 г. опубликовал свои первые переводы с русского языка, продолжив традицию, начатую в Анджело де Губернатисом (1840-1913) и Доменико Чамполи (1855-1929). В следующем году основал славистический журнал «Russia» («Россия»; 1920-1926). Стал сотрудником основанного в 1921 в Риме исследовательского Института Восточной Европы, инициировал открытие славистических кафедр в университетах Италии. В 1926 создал журнал «Rivista delle letterature slave» («Обзор славянских литератур»; 1926-32). Был соредактором журнала «L'Europa Orientale» («Восточная Европа»). Работал профессором русского языка и литературы в университетах городов Падуя, Рим («Сапиенца»), Неаполь.

## Работы в области литературоведения и социальной истории
В области литературоведения и социальной истории опубликовал «Историю русской литературы» (т. 1-7, 1927-45; одна из глав этого труда названа «Литература киевской эпохи»), «Историю России» (1946), «Крепостное право и освободительное движение в России» (1946), «Историю русского театра» (1952), «Историю современной русской литературы» (1958), «Миф о Петербурге» (1960), «Русские в Италии. С 17 века. до наших дней» (1971).
В труде «Итальянские художники в России» (т. 1-3, 1927, 1934, 1943) поместил много сведений о деятельности итальянцев в Малороссии в 18-20 вв. В 1931 и 1960 посещал УССР, расценивая свою миссию слависта как средство «сближение итальянского и украинского народов».